# 诱惑假期
《诱惑假期》（德語：Was nützt die Liebe in Gedanken）是一部2004年的德国剧情电影，由阿奇姆·冯·波里斯（Achim von Borries）导演，丹尼尔·布尔、奥古斯特·迪赫、安娜·玛利亚·穆埃和托尔·林德哈特主演。本片基于1927年发生在柏林的真实事件施特格里茨学生悲剧改编。

## 剧情
在1927年的柏林，家境平平的高中生保罗·克朗茨（Paul Krantz，丹尼尔·布尔饰）来到富有的好友居恩特·舍勒（Günther Scheller，奥古斯特·迪赫饰）的乡间别墅度过一个夏日周末。保罗生性腼腆，喜爱作诗，而居恩特作风狂野，是公开的同性恋。他们成立了一个“自杀俱乐部”，认为当在世界上找不到爱或遭到爱的背叛时，应自己选择死亡。居恩特的妹妹希尔德（Hilde，安娜·玛利亚·穆埃饰）也在别墅，相信性爱自由。保罗喜欢希尔德，她似乎表示接受他的感情。
第二天，希尔德进城去柏林，和好友伊莉（Elli）去俱乐部玩乐。她到后厨找到了在那里工作的情人汉斯（Hans，托尔·林德哈特饰），两人共享了亲密一刻。当天晚上，居恩特在别墅举办大型派对，保罗、希尔德、伊莉和众多同学在院子里喝酒狂欢。汉斯在晚些时候也到达，他到酒窖找到取酒的居恩特。居恩特斥责他和自己的妹妹在一起，打了他一个耳光，随后两人热烈地接吻。希尔德和保罗到小池塘里裸泳，但她宣称自己不想属于任何男人，更不会属于他。失望的保罗在回去的路上被一个人坐在树上的伊莉叫住，两人在一起坐了一会儿，伊莉向他表达了隐藏许久的好感，之后向他提出了到林中小屋做爱的要求。居恩特和希尔德两人一起和汉斯调情，在发现汉斯更热衷于妹妹后，居恩特非常嫉妒，伤心地甩手而去。
早晨，在伊莉身边醒来的保罗回到别墅，发现大家七横八竖地醉躺在院子里，居恩特流着眼泪，兄妹间气氛僵硬。保罗随即揍了汉斯。当天傍晚，他们四人回到城里的房子。居恩特拉妹妹到厨房帮忙以单独和她谈话，让她多在意保罗，给他和汉斯在一起的机会，但希尔德断然拒绝，并立即回房睡觉了。随后三个男生在一起喝酒说笑，但汉斯找到机会溜进希尔德在房间和她做爱。他们造成的声响传到房外，居恩特和保罗认为这是应该迎接死亡的时刻，两人写了遗书解释了事情的经过。到了清晨，保罗在窗口看着住在对面的伊莉穿着校服出门上学，随后他改变了主意，说死亡不值得。最终，居恩特在枪杀了躲在窗帘里的汉斯后开枪自尽。

## 奖项

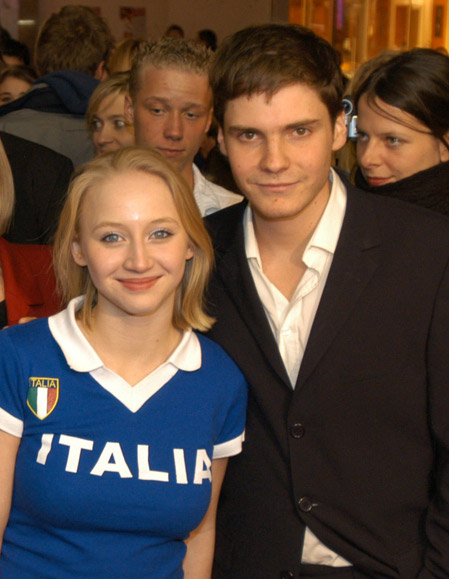
首映式上的丹尼尔·布尔和安娜·玛利亚·穆埃

- 2005年 德国影评人协会奖（英语：German Film Critics Association Awards） - 最佳男演员（奥古斯特·迪赫）
- 2004年 奥地利温蒂妮奖（Undine Awards） - 故事片类最佳新人演员（奥古斯特·迪赫）
- 2004年 哥本哈根国际电影节（英语：Copenhagen International Film Festival） - 最佳女演员（安娜·玛利亚·穆埃（英语：Anna Maria Mühe））
- 2004年 歐洲電影獎 - 观众票选最佳男演员（丹尼尔·布尔）